# Kill the DJ
«Kill the DJ» —en español: «Matar al DJ»— es una canción interpretada por la banda estadounidense de rock Green Day, e incluida en su noveno álbum de estudio, ¡Uno! (2012). La canción se estrenó el 13 de agosto de 2012 en una emisora de radio inglesa, como segundo sencillo de ¡Uno!. Fue escrita por el vocalista y guitarrista de la banda Billie Joe Armstrong y producida por Rob Cavallo y Green Day.

## Antecedentes
El primer fragmento de la canción fue publicado en el tráiler de ¡Uno! en Youtube.
La portada oficial del sencillo fue lanzada en la página oficial de Green Day en Facebook, el 31 de julio de 2011, manteniendo el mismo estilo que las portadas de los álbumes de la trilogía y de «Oh Love». Se anunció también que «Kill The DJ» sería el siguiente sencillo de la trilogía de álbumes. La canción fue interpretada por primera vez en Los Ángeles, en uno de los shows secretos de la banda, el 6 de agosto de 2012. Durante este concierto también tocaron otras canciones como «Nuclear Family», «Wild One» (canción perteneciente al álbum ¡Dos!), «Carpe Diem» y «Oh Love», primer sencillo de ¡Uno!, además de varios clásicos de la banda.

## Composición
«Kill The DJ» es una canción de tres minutos y medio de duración, que tiene como género principalmente el power pop combinado con el dance; según una previas declaraciones de Billie Joe Armstrong, vocalista y guitarrista de la banda, dadas a la revista Rolling Stone hablando acerca de la canción; es un género que la banda jamás había experimentado antes. En dicha entrevista Armstrong también comentó que «la canción tendría un ritmo de four-on-the-floor y es un poco parecida a «Sandinista!» de The Clash, además a «Sex & Drugs & Rock & Roll» de Ian Dury, tratamos de hacer una canción dance sin volvernos una banda de "dance"».

## Recepción
Hive Magazine describió a la canción como «una divertida canción funky que nos muestra una nueva dirección en la banda, con una melodía pegajosa e incluso con un coro que lo es más aún». Además dijo: «La banda ha probado una vez más, como en Nimrod y Warning, que son capaces de probar con diferentes géneros y nuevos sonidos».

## Vídeo musical
El vídeo fue dirigido por Samuel Bayer, habitual colaborador de la banda quien también hizo el vídeo de «Oh Love» y de todos los vídeos de American Idiot. El adelanto del vídeo se publicó el 29 de agosto de 2012, en una cuenta de Warner en YouTube. El vídeo fue estrenado en un programa de televisión Inglés el 2 de septiembre y fue oficialmente estrenado dos días después en la cuenta de Warner de YouTube. El video muestra inicialmente al trío conduciendo motos en un desierto antes de emprender camino a un club nocturno.
Una vez dentro, la banda toca la canción frente a una multitud reunida peleándose y que aparece bañada en sangre.

## Formato
| Descarga Digital |               |          |  |
| N.º              | Título        | Duración |  |
| 1.               | «Kill The DJ» | 3:42     |  |

| CD Promocional |                               |          |  |
| N.º            | Título                        | Duración |  |
| 1.             | «Kill The DJ» (Album Version) | 3:42     |  |
| 2.             | «Kill The DJ» (Radio Edit)    | 3:42     |  |

## Posicionamiento en listas
| País              | Listas                    | Mejor posición |
| 2012              | 2012                      | 2012           |
| ----------------- | ------------------------- | -------------- |
| Australia         | Australian Singles Charts | 52             |
| Bélgica (Flandes) | Ultratip 50 Singles       | 14             |
| Bélgica (Valonia) | Ultratip 40 Singles       | 12             |
| Corea del Sur     | Gaon Chart                | 18             |
| Italia            | Airplay Music Chart       | 81             |
| Francia           | Airplay Chart 300         | 223            |
| Reino Unido       | UK Singles Chart          | 110            |
| Reino Unido       | Airplay Music Chart       | 78             |

## Créditos
| Green Day - Billie Joe Armstrong – voz principal, guitarra - Mike Dirnt – bajo, coros - Tré Cool – batería, percusión - Jason White – guitarra | Producción - Chris Bilheimer – arte y diseño - Rob Cavallo – productor - Green Day – productor - Chris Dugan – ingeniero - Ted Jensen – masterización - Chris Lord-Alge – mezcla - Pat Magnarella – administración |